# لورنتسا آرنتولی
لورنتسا آرنتولی (انگلیسی: Lorenza Arnetoli؛ زادهٔ ۳۰ مارس ۱۹۷۴) بازیکن زن بسکتبال اهل ایتالیا بود. وی در بازی‌های المپیک تابستانی ۱۹۹۶ شرکت کرده‌است.